# Dicranomyia eulaliae
Dicranomyia eulaliae är en tvåvingeart som beskrevs av Geiger och Jaroslav Stary 1994. Dicranomyia eulaliae ingår i släktet Dicranomyia och familjen småharkrankar. Inga underarter finns listade i Catalogue of Life.